# John Leach (Royal Navy)
John Catterall Leach DSO MVO (1 de setembre de 1894 – 10 de desembre de 1941), sovint conegut com a "Jack") va ser un oficial naval britànic. Va ser l'únic capità del cuirassat HMS Prince of Wales durant el seu breu període en servei.

## Biografia
John Leach ingressà a la Royal Navy el 15 de maig de 1907. Durant la I Guerra Mundial serví a la guerra europea. El 1916 es casà amb Evelyn Burrell, amb qui va tenir tres fills, un dels quals va ser l'Almirall de la Flota Sir Henry Leach (Primer Lord del Mar). Durant el període d'entreguerres serví a HMS Excellent, assistint a l'acadèmia d'artilleria de Portsmouth. Entre setembre de 1923 i gener de 1925 va ser oficial d'artilleria a bord del creuer HMS Calcutta, estant a l'Estació de Nord Amèrica i Índies Occidentals. Entre setembre de 1925 i maig de 1926 realitzà el curs d'Estat Major a Greenwich i a  HMS President. A continuació, entre juliol de 1926 i juny de 1928 serví com a oficial d'artilleria a bord del creuer de batalla HMS Renown, acompanyant els Ducs de York a la seva visita a Austràlia i Nova Zelanda.
En tornar, realitzà un curs a l'Acadèmia d'Estat Major a Camberley i després a Greenwich i de nou al HMS President (1929-1932). Al maig de 1932 i fins a gener de 1934 va ser oficial executiu a bord del HMS Royal Oak a la Mediterrània; i entre 1934 i 1936 va ser vice-director de la Divisió d'Entrenament i Deures d'Estat Major de l'Almirallat. Entre maig de 1936 i octubre de 1938 passà a ser comandant del HMS Cumberland a la Xina; i en iniciar-se la II Guerra Mundial és Director d'Ordenances Navals a l'Almirallat. El 15 de febrer de 1941 va ser nomenat oficial comandant del HMS Prince of Wales.

### ElBismarck
Poc després que el Prince of Wales entrés al servei actiu el 1941 participà sota el comandament de Leach a la batalla de l'Estret de Dinamarca, patint danys de diversa consideració en combat contra el cuirassat alemany Bismarck. Però els danys que el Prince of Wales causà al Bismarck el van fer perdre combustible, obligant-lo a intentar tornar a una base a la França ocupada.
Malgrat que es proposà portar a Leach davant un consell de guerra per abandonar l'acció contra el Bismarck després que el Hood hagués estat enfonsat, va ser finalment condecorat amb l'Orde del Servei Distingit per les seves accions.

### LaForça Z
A finals de 1941, el Prince of Wales formà part de la Força Z enviada a Singapur. Davant les costes de Malàisia, va ser enfonsat pels japonesos. Aparentment el Capità Leach abandonà el Prince of Wales al darrer moment, però no va sobreviure a l'enfonsament del vaixell. El seu cadàver va ser vist poc després de l'enfonsament.

## Dates de promoció
Sotstinent – 31/12/1914
 Tinent – 15/12/1915
 Tinent Comandant – 15/12/1923
 Comandant – 31/12/1928
 Capità – 31/12/1933

## Condecoracions
Orde del Servei Distingit – 14/10/1941 – Accions contra el Bismarck
 Membre de l'Orde Victorià – 27/6/1927 – Visita dels Ducs de York a Nova Zelanda i Austràlia